# 幕末純情伝
『幕末純情伝』（ばくまつじゅんじょうでん）は、つかこうへい作の長編時代小説。『幕末純情伝―龍馬を斬った女―』（ばくまつじゅんじょうでん りょうまをきったおんな）と題し『野性時代』（角川書店）1988年7月号にて発表、同年9月21日に角川書店より刊行された。幕末の騒乱期を舞台に、沖田総司は女性だったとの設定のもと、沖田と土方歳三・坂本龍馬との三角関係を描いたコメディ。つか自身により戯曲化され1989年8月に刊行・初演された。
1991年に薬師寺光幸脚本監督によって映画化された。

## 概要
沖田総司は女性だったという設定で幕末の騒乱期を描く時代劇で、沖田と土方歳三や坂本龍馬との恋愛模様が繰り広げられる。
発表媒体で設定は異なり、たとえば捨て子だった沖田の養家の義兄（これも沖田と恋愛関係にある）は小説では小栗忠順、舞台版では勝海舟となっており、映画では沖田の出自には触れておらず義兄は登場しない。
『幕末純情伝―龍馬を斬った女―』のタイトルで『野性時代』（角川書店）1988年7月号に一挙掲載され、同9月30日に単行本として刊行された。のちに角川文庫版が刊行され、さらに光文社文庫から「つかこうへい演劇館」の一冊として再刊されたものが電子書籍になっている。
関連作として、舞台版の設定を踏まえた新選組メンバーのキャラクターや沖田総司の出生の設定等スケールアップされた『龍馬伝』三部作（完結はしていない）がある。
舞台上演に際して戯曲が発表されているが、実際の芝居内容と異なるところも多い。

## 書誌情報
- 幕末純情伝―龍馬を斬った女―
  - 角川書店 1988年9月30日 ISBN 4-04-872509-2
  - 角川文庫 1990年12月10日 ISBN 978-4-04-142234-2
  - 光文社文庫（つかこうへい演劇館） 1998年3月20日 ISBN 978-4-334-72569-3
  - 戯曲&小説 幕末純情伝 トレンドシェア 2008年 ISBN 978-4-905090-00-7
- 龍馬伝 野望篇
  - 角川書店 1991年2月 ISBN 4-04-872617-X
  - 角川文庫 1991年7月 ISBN 4-04-142236-1
- 龍馬伝 青春篇
  - 角川書店 1991年12月 ISBN 978-4-04-872684-9
  - 角川文庫 1995年2月 ISBN 4-04-142239-6
- 龍馬伝 決死篇
  - 角川書店 1993年6月 ISBN 4-04-872752-4
  - 角川文庫 1995年11月 ISBN 4-04-142240-X
- 龍馬伝 三部作完全収録 トレンドシェア 2010年6月8日 ISBN 978-4-905090-06-9

## 戯曲
『戯曲 幕末純情伝』と題し1989年8月1日に白水社より刊行、『幕末純情伝 黄金マイクの謎』として同年8月7日にPARCO劇場にてつかこうへい作・演出により初演された。
以降、『熱海殺人事件』『飛龍伝』と並ぶつかの代表作として上演され続けている。

### 舞台
| 年   | タイトル                                                         | 演出                                  | 沖田総司   | 坂本龍馬   | 主催・制作・劇団                                                                      | 主な劇場                                        |
| ---- | ---------------------------------------------------------------- | ------------------------------------- | ---------- | ---------- | ------------------------------------------------------------------------------------- | ----------------------------------------------- |
| 1989 | 「幕末純情伝 黄金マイクの謎」                                    | つかこうへい                          | 平栗あつみ | 西岡徳馬   | パルコ                                                                                | PARCO劇場                                       |
| 1990 | 「幕末純情伝 黄金マイクの謎」                                    | つかこうへい                          | 平栗あつみ | 西岡徳馬   | パルコ                                                                                | PARCO劇場                                       |
| 1998 | つかこうへいオールスター顔見世興行 「新幕末純情伝」              | 岡村俊一                              | 藤谷美和子 | 筧利夫     | R.U.Pプロデュース                                                                     | Bunkamura シアターコクーン                      |
| 1999 | 「新幕末純情伝 空駆ける龍、再び」                                | 岡村俊一                              | 藤谷美和子 | 筧利夫     | R.U.Pプロデュース                                                                     | 銀座セゾン劇場                                  |
| 2003 | つかこうへいダブルス2003 「幕末純情伝」                          | 杉田成道                              | 広末涼子   | 筧利夫     | アール・ユー・ピー                                                                    | 青山劇場                                        |
| 2007 | 劇団OPA Vol.20 「幕末純情伝」                                    | 後藤宏行                              | 小野妃香里 | 藤浦功一   | 劇団OPA                                                                               | 笹塚ファクトリー                                |
| 2008 | 「幕末純情伝 龍馬を斬った女」                                    | つかこうへい                          | 石原さとみ | 真琴つばさ | 松竹                                                                                  | 新橋演舞場                                      |
| 2011 | パルコ劇場 つかこうへい追悼公演 「新・幕末純情伝」               | 杉田成道                              | 鈴木杏     | 馬場徹     | パルコ                                                                                | PARCO劇場                                       |
| 2012 | つかこうへい三回忌特別公演 「新・幕末純情伝」                    | 岡村俊一                              | 桐谷美玲   | 神尾佑     | アール・ユー・ピー                                                                    | Bunkamura シアターコクーン                      |
| 2014 | つかこうへいダブルス2014 「新・幕末純情伝」                      | 岡村俊一                              | 河北麻友子 | 神尾佑     | アール・ユー・ピー                                                                    | シアタートラム                                  |
| 2015 | 「新・幕末純情伝」                                               | 松本和巳（総合演出） 川本淳市（演出） | 西平風香   | 武田航平   | gmk project                                                                           | 新国立劇場小劇場                                |
| 2016 | Gフォースプロデュース 「幕末純情伝」                             | 後藤宏行                              | 井内友理恵 | 小野寺博   | Gフォース                                                                             | Gフォース アトリエ                              |
| 2016 | つかこうへい七回忌特別公演 「新・幕末純情伝」                    | 岡村俊一                              | 松井玲奈   | 石田明     | ネルケプランニング Grick                                                              | 天王洲 銀河劇場 紀伊國屋ホール 梅田芸術劇場     |
| 2017 | つかこうへい七回忌特別公演 「新・幕末純情伝」                    | 岡村俊一                              | 松井玲奈   | 石田明     | ネルケプランニング Grick                                                              | 穂の国とよはし芸術劇場PLAT 中城城跡特設ステージ |
| 2018 | つかこうへい生誕70年記念特別公演 「『新・幕末純情伝』FAKE NEWS」 | 河毛俊作                              | 北原里英   | 味方良介   | エイベックス・エンタテインメント アール・ユー・ピー プラグマックス&エンタテインメント | 紀伊國屋ホール                                  |
| 2023 | つかこうへい復活祭2023 『新・幕末純情伝』                        | 岡村俊一                              | 菅井友香   | 松大航也   | アール・ユー・ピー                                                                    | 紀伊國屋ホール 神戸・AiiA 2.5 Theater Kobe      |

1989年1 - 2月、つかこうへい演劇復帰作『今日子』において、当日の出演者に春田純一を加えた特別キャストで『幕末純情伝』予告編が披露された。

### 書誌情報（戯曲）
- 戯曲 幕末純情伝 白水社 1989年8月7日 ISBN 4-560-03345-5
- つかこうへい戯曲シナリオ作品集 (4) 白水社 1996年11月15日 ISBN 978-4-560-03489-7
- 新・幕末純情伝 戯曲（ENBU研究所の本） 演劇ぶっく社 1999年7月 ISBN 4-7952-3584-8 ※構成：岡村俊一
- 戯曲&小説 幕末純情伝 トレンドシェア 2008年 ISBN 978-4-905090-00-7

## 映画
1991年公開。角川春樹事務所製作、松竹配給。併映は『ぼくらの七日間戦争2』。
牧瀬里穂が沖田総司を演じた。急病により『天と地と』を降板した渡辺謙の復帰第1作でもある（角川春樹が渡辺に「復帰したら、（復帰後に）最初に製作される映画に出演させる」と約束したため）。

### キャスト
- 坂本龍馬 - 渡辺謙
- 沖田総司 - 牧瀬里穂
- 土方歳三 - 杉本哲太
- 近藤勇 - 伊武雅刀
- 深雪 - 財前直見
- 大久保利通 - 石丸謙二郎
- 松平容保 - 榎木孝明
- 桂小五郎 - 柄本明
- 岩倉具視 - 津川雅彦
- 西郷隆盛 - 桜金造
- お登勢 - 松金よね子
- 岡田以蔵 - 木村一八
- 中村半次郎 - 伊藤敏八
- 井上源三郎 - 角田英介
- 山南敬助 - 貞永敏
- 原田左之助 - 野崎海太郎
- 永倉新八 - 五島拓弥
- 藤堂平助 - 友居達彦
- 笑福亭笑瓶、伊藤克信、武野功雄、井手らっきょ、長江英和、金田明夫、岩城正剛、佐藤恒治、草薙仁、植村喜八郎、ピンクの電話、立原友香　ほか

### スタッフ
- 監督・脚本：薬師寺光幸
- 原作：つかこうへい
- 製作総指揮：角川春樹
- 製作者：奥山和由
- 音楽：国吉良一
- 音楽プロデューサー：石川光
- 主題歌：「幕末純情伝」「沖田総司はBカップ」／BY-SEXUAL （ポニーキャニオン）
- 「ええじゃないか」振付：ラッキィ池田
- 撮影：浜田毅（T・S・C）
- 照明：長田達也
- 美術：稲垣尚夫
- 編集：荒川鎮雄
- 録音：弦巻裕
- 記録：椎塚二三
- 助監督：杉山泰一、日垣一博、城本俊治、麻生学
- 制作担当：井口喜一
- 音響効果：倉橋静男
- 殺陣：森岡隆見
- 絵草紙（エンドロールイラスト）：山内隆
- ドックトレーナー：宮忠臣
- 火薬エフェクト：大平特殊効果
- 現像：IMAGICA
- ロケ協力：佐倉厚生園、マザー牧場、日光江戸村、長崎オランダ村、マリンパーク境ガ浜、坂戸市
- スタジオ：にっかつ撮影所
- プロデュース：霜村裕
- プロデューサー補：貝原正行、由里敬三

「幕末純情伝製作委員会」：松竹、東急エージェンシー、日本衛星放送、ニッポン放送出版、パイオニアLDC、IMAGICA、江崎グリコ、北斗塾、角川書店

### 製作
1990年12月19日、東京會舘で製作発表があり、角川春樹事務所作品、松竹配給、監督・薬師寺光幸、出演・ 牧瀬里穂と発表された。1990年末にも1991年松竹ラインアップとして黒澤明監督の『八月の狂詩曲』一本立ての後、1991年7月6日より『ぼくらの七日間戦争2』との二本立てで、監督・薬師寺光幸、出演・渡辺謙、牧瀬里穂と公表された。モノクロ画面から始まり、黒船が岬を通過する4分過ぎからカラーになる。カラーを印象付けるため、菜の花畑の黄色が使われている。

### キャッチコピー
沖田総司を演じた牧瀬里穂は当時CMなどで人気がピークであったが、封切時のキャッチコピーは、今日ではNGと見られる「沖田総司はBカップ。」と牧瀬がBカップである事実を白日の下にさらすプロモーションが行われた。このキャッチコピーは、映画の内容など吹き飛ばすもので、中学生男子は皆前屈みだったとされる。後にリリースされたDVDでは当然ながらこのキャッチコピーは抹消されている。